# Vlasta Malíková
Vlasta Malíková (* 14. ledna 1933) byla česká a československá politička Komunistické strany Československa a poslankyně Sněmovny lidu Federálního shromáždění za normalizace.

## Biografie
K roku 1971 a 1976 se profesně uvádí jako dělnice. K roku 1981 je popisována jako pracovnice KNV. Roku 1986 pak jako uvolněná předsedkyně Závodního výboru ROH v národním podniku Maryša.
Ve volbách roku 1971 byla zvolena do Sněmovny lidu Federálního shromáždění (volební obvod č. 98 - Hodonín, Jihomoravský kraj). Mandát obhájila ve volbách roku 1976 (obvod Hodonín), ve volbách roku 1981 (obvod Hodonín) a volbách roku 1986 (obvod Hodonín). Ve FS setrvala do konce funkčního období, tedy do svobodných voleb roku 1990. Netýkal se jí proces kooptace do Federálního shromáždění po sametové revoluci.